# IC 540
IC 540 — галактика типу Sbc (компактна витягнута спіральна галактика) у сузір'ї Лев.
Цей об'єкт міститься в оригінальній редакції індексного каталогу.